# Бисер Бойчев
Бисер Йорданов Бойчев е съвременен български поет.

## Биография
Бисер Бойчев е роден на 18 юни 1967 г. в град Шивачево, община Твърдица. Средно образование завършва в ЕСПУ „Неофит Рилски“ в Твърдица и УПК по електроника и електротехника в Сливен. Работи в град Шивачево като специалист в областта на културата.
Бил е сътрудник във филмите:
- 1996: „Трака-трак“ (сценарист, режисьор, продуцент – Илия Костов)
- 2002: „Асистентът“ (сценарист, режисьор, продуцент – Илия Костов)
- 2003: „Пътуване към Австралия“ (режисьор – Емил Атанасов)
- 2003: „Ганьо Балкански се завърна от Европа“ (режисьор – Иван Ничев)

и асистент-режисьор във филма:
- 2006: „Време за жени“ (сценарист, режисьор, продуцент – Илия Костов).

Автор е на стихосбирките:
- 1994: „Книжчица“ (ИК „Кифи“, София)
- 1996: „Странички“ (ИК „Кънчев и Сие“, София)
- 2000: „Обикновено е така“ (ИК „Жажда“, Сливен)
- 2009: „Фокстрот“ (ИК „Жажда“, Сливен).[1]

Автор и организатор е на ежегодния литературен онлайн форум-конкурс „Още стихове за вечните неща“ (2006) и редактор на едноименния поетичен сборник, издаден през същата година. Сътрудничи с публикации на списанията „Везни“ и „Пламък“.
Носител е на множество литературни награди, сред които:
Европейска награда за поезия Лече 2012 г.
Първа награда на конкурса Voci nostre Анкона 2012 г.
Първа награда национале конкурс за поезия „Доброслов“ – 2013 г.
- награда на критиката на конкурса „Антония Поци“ – Биасоно 2016 г.[2]
- награда в категория „Видео поезия“ на Международния литературен конкурс в Биасоно през ноември 2016 г. [3]